# Rewolucja urbanistyczna
Rewolucja urbanistyczna – powstanie pierwszych miast w IV tysiącleciu p. n. e., dużych skupisk ludzkich liczących tysiące mieszkańców. Dokonała się ona w dolinach wielkich rzek: Tygrysu i Eufratu oraz Nilu. Niezwykła żyzność gleby nanoszonej przez rzeki sprawiła, że rolnicy zaczęli uzyskiwać nadwyżki żywności, co pozwoliło części z nich na porzucenie rolnictwa i zajęcie się rzemiosłem oraz handlem. W zamian za wytworzone przez siebie produkty lub sprowadzone towary dostawali żywność od okolicznych rolników. W ten sposób powstały pierwsze miasta, które odgrywały rolę centrum religijnego, administracyjnego i gospodarczego. Funkcjonowanie administracji i rozwiniętej gospodarki wymagało prowadzenia rachunków i spisów, co spowodowało wynalezienie pisma. Termin ten został pierwszy raz użyty przez archeologa Vere Gordona Childego w latach trzydziestych XX wieku.